# Chloephaga
Chloephaga là một chi chim trong họ Vịt.

## Các loài
Loài thuộc chi Chloephaga còn tồn tại:
- Chloephaga melanoptera
- Chloephaga picta [3]
- Chloephaga hybrida
- Chloephaga poliocephala
- Chloephaga rubidiceps

Loài hóa thạch:
- Chloephaga robusta Tambussi, 1998[4]